# Атена Лукана
Атена Лукана (итал. Atena Lucana) је насеље у Италији у округу Салерно, региону Кампанија.
Према процени из 2011. у насељу је живело 1080 становника. Насеље се налази на надморској висини од 630 м.

## Становништво
Према резултатима пописа становништва 2011. у општини је живело 1.991 становника.
| 1931. | 1936. | 1951. | 1961. | 1971. | 1981. | 1991. | 2001. | 2011. |
| ----- | ----- | ----- | ----- | ----- | ----- | ----- | ----- | ----- |
| 2.128 | 2.334 | 2.596 | 2.416 | 2.142 | 2.011 | 2.330 | 2.231 | 1.991 |